# Hårmyggor
Hårmyggor (Bibionidae) är en familj av medelstora mörka myggor (Nematocera). Hittills är ungefär 400 arter beskrivna. 24 arter har påträffats i Sverige.
Som namnet antyder bär dessa myggor många hår. Hanar har påfallande stora facettögon. Honor har en tagg vid de främre extremiteterna för att gräva i marken. Hos flera arter skiljer sig könen även på färgen. Medan hannarna oftast är svarta har honorna en röd- eller brunaktig färg.
Vanligtvis under våren men ibland även under hösten förekommer stora svärmar av hårmyggor. Dessa myggor suger inget blod och är betydande för pollineringen av tidigblommande växter. Under våren livnär sig hårmyggor av nektar och söta avsöndringar från andra insekter. Larverna lever i jord och bland multnande växtdelar; de kan ibland göra skada på växtrötter.